# U korýtka
U korýtka je horská studánka nacházející se u stejnojmenného rozcestníku turistických stezek ve svahu Lysé hory v Malenovicích v Moravskoslezských Beskydech v okrese Frýdek-Místek v Moravskoslezském kraji. Místo je celoročně volně přístupné.

## Další informace
Studánka u korýtka se skládá z koryta vydlabaného v kmeni a zastřešeného dřevěnou stříškou. Ze svahu z velkého pískovcového balvanu Ondrášova skála vytéká přes potrubí pitná voda do korýtka. Podle tradice ústního vyprávění, byl na tomto místě zvolen loupežník Ondráš vůdcem své družiny.
Pramen studánky U korýtka se nachází ve výšce 560 m n. m. a voda stéká do potoka Satina v přírodní rezervaci Vodopády Satiny. Patří do povodí řeky Ostravice a povodí Odry. Ke studánce vede silnice, několik turistických stezek a naučná stezka Lysohorský bestiář.

## Galerie

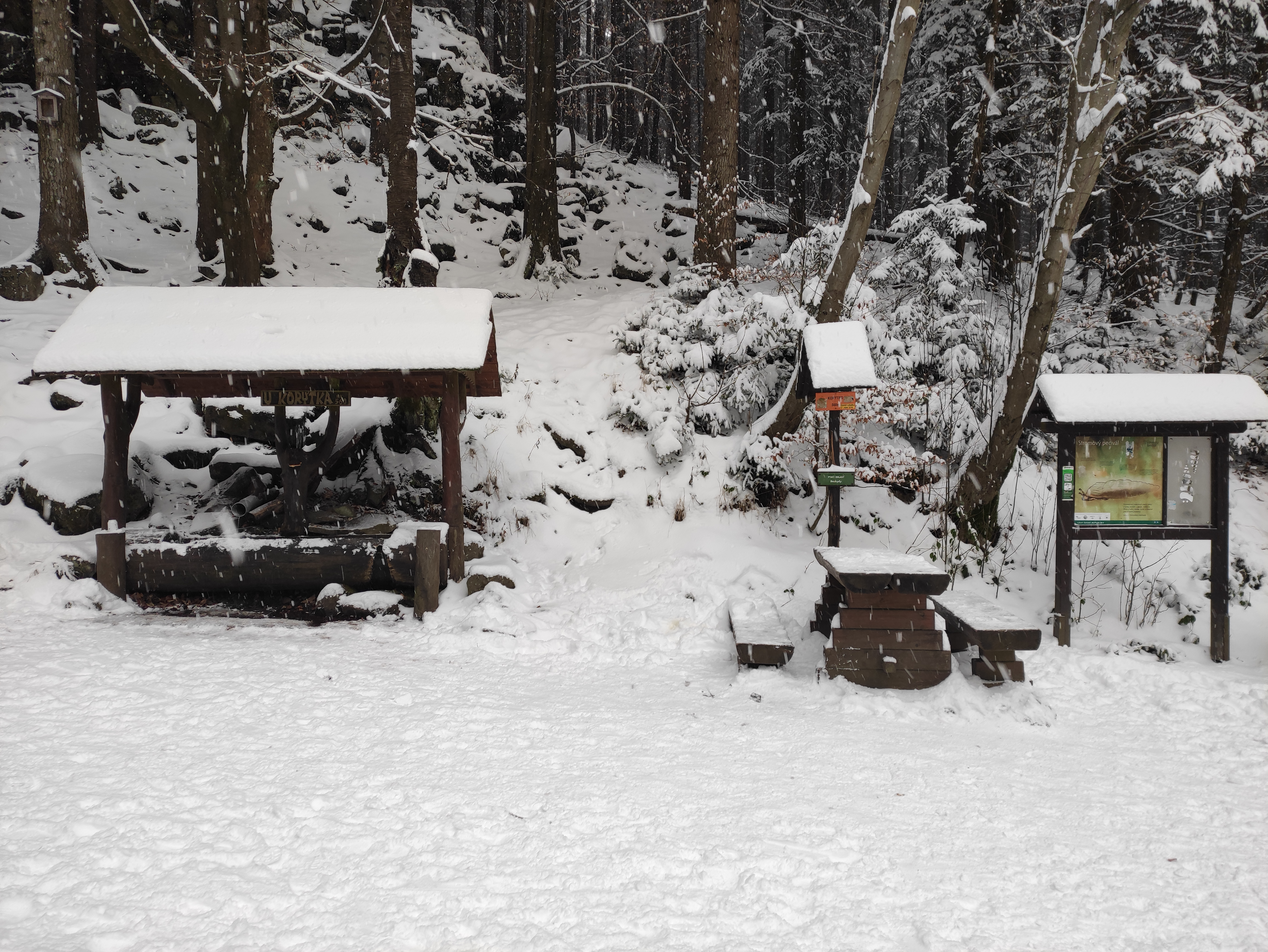
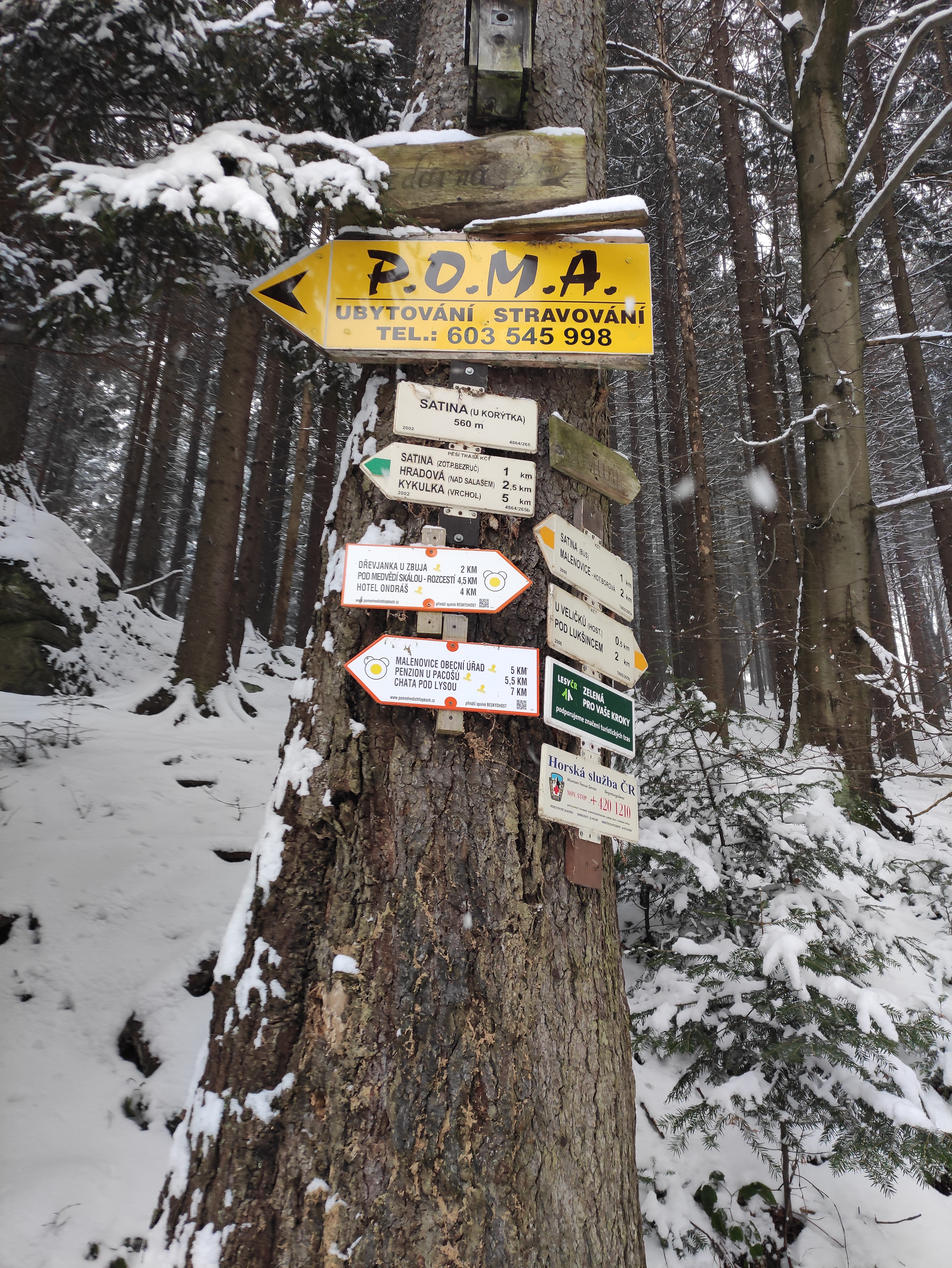